# Széll Lajos (önéletíró)
Széll Lajos (Arad, 1882. március 13. – Arad, 1960. február 6.) aradi magyar jogász, politikus, önéletrajzíró.

## Életútja, munkássága
Középiskolai tanulmányait Szolnokon, Budapesten és Aradon végezte. A budapesti és kolozsvári egyetemen folytatott jogi tanulmányokat, jog- és államtudományi doktorátust szerzett, és bírói vizsgát is tett. Mint joghallgató munkatársa volt az Egyetemi Lapoknak, elnöke a BEAC sportegyesületnek. 1904-ben joggyakornokként kezdte pályafutását, 1911-től bíró. Az impériumváltozást követően Kolozsváron a román egyetemen is ügyvédi oklevelet szerzett, 1925-től szülővárosában ügyvédi irodát nyitott.
Társelnöke volt az aradi Kölcsey Egyesületnek, alelnöke az OMP aradi tagozatának, tagja Arad városi tanácsának, elnöke az AAC sportegyesületnek. Egy évtizeden keresztül a belvárosi római katolikus egyház tanácselnöke. 1944-ben a román hatóságok a dél-erdélyi magyar vezetőkkel együtt őt is internálták.
Hátrahagyott, aradi kordokumentumnak számító emlékirata: Aradon éltem. Önéletírás (Pávai Gyula gondozásában. Arad, 2000. Fecskés könyvek).